# Kabina oddzielana

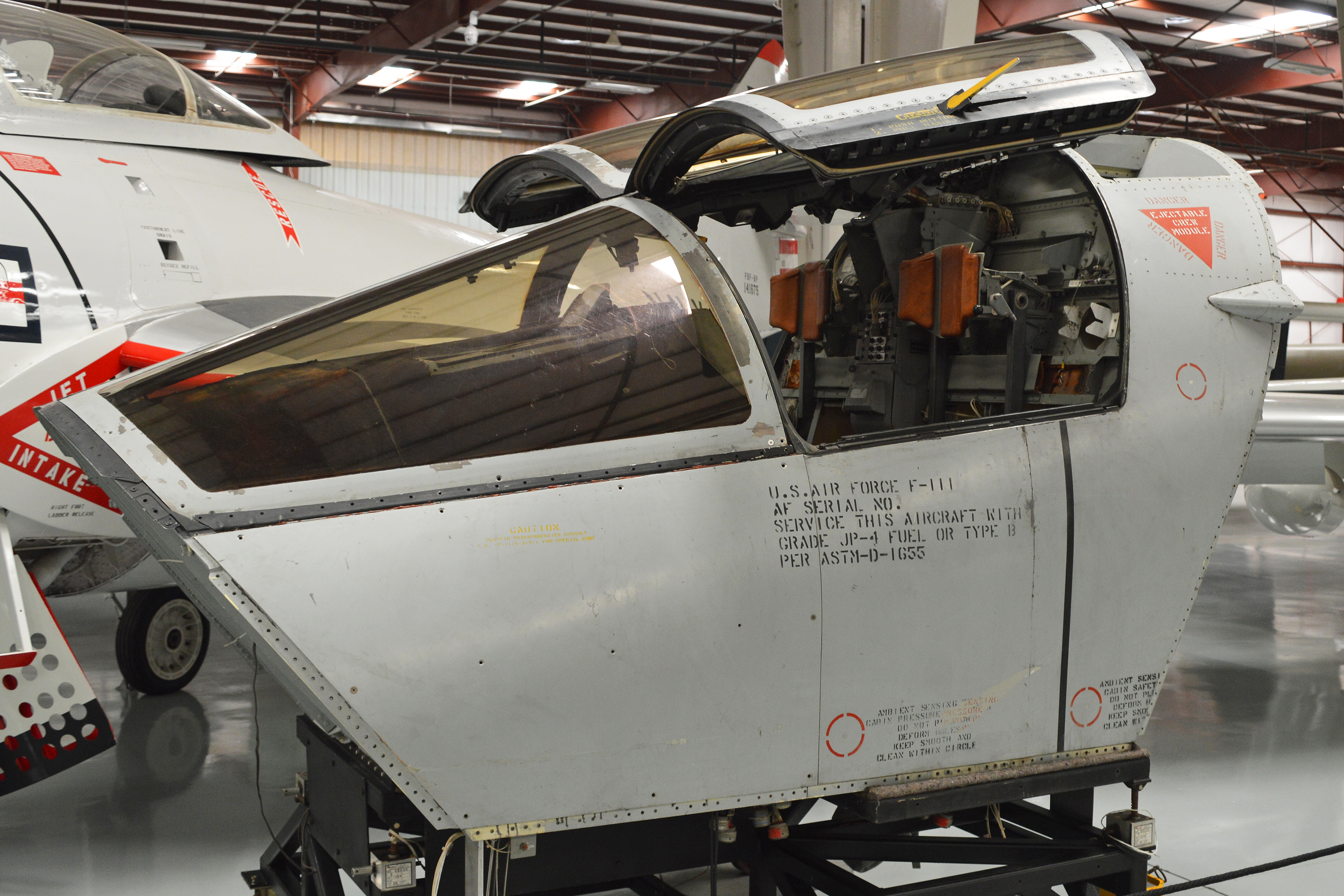
Odzielana część kabiny w samolotu F-111

Kabina oddzielana umożliwia pilotowi (lub astronaucie) ewakuację z pojazdu w warunkach wysokiej prędkości lub wysokości lotu. Przewidziana do użycia w statkach powietrznych poruszających się z prędkością powyżej 3200 km/h lub powyżej 22 000 m. Załoga pozostaje chroniona w jej wnętrzu do momentu, gdy warunki panujące na zewnątrz umożliwiają bezpieczne jej opuszczanie lub do momentu osiągnięcia powierzchni ziemi. Wyposażona w silnik rakietowy umożliwiający jej oddzielenie od kadłuba samolotu oraz spadochron.